# Faust: Love of the Damned
Fausto: El amor de los condenados es una película de terror española dirigida por Brian Yuzna, producida por Ted Chalmers, Carlos, Julio y Antonio Fernández, Bea Morillas, Miguel Torrente y Brian Yuzna, estrenada en el 12 de octubre de 2000 en el Festival Internacional de Cine Fantástico de Sitges. Su guion fue adaptado por David Quinn y Miguel Tejada-Flores  a partir del cómic con el mismo nombre realizado por Tim Vigil y David Quinn. 
La película fue la primera de las nueve producidas por la marca Filmax`s Fantastic Factory, y ganó el premio de mejor efectos especiales en el 2000 en el Festival Internacional de cine de Cataluña, España.

## Argumento
El artista John Jaspers (Mark Frost) vende su alma al ser misterioso ser llamado “M”; Mefistófeles (Andrew Divoff) buscando vengar la muerte de su novia. Jasper ha estado deprimido y ha considerado suicidarse desde el momento en que unos asesinos mataron a su novia al irse de ilegal al extranjero. Pero antes de que esto pase Jasper es visitado por un hombre misterioso llamado “M”, quien es un enviado especial a la Tierra de parte del Diablo junto con la atractiva Claire (Mónica Van Campen) y la tortuosa Dra. Yamoto (Junix Inocian), los cuales persuaden a Jasper para unirse junto con otros para vengarse del asesinato en masa del que sus seres queridos fueron víctimas. Sin embargo, el trato tiene un coste inesperado pues él es periódicamente transformado en un demonio cuya pasión es la muerte. John descubre que el plan de “M” es poner en libertad a un monstruo gigante llamado Homunculus, abriendo las puertas del infierno. Al enterarse de esto, decide no permitir que ocurra.

## Elenco
- Mark Frost es John Jaspers (Fausto).
- Isabel Brook es Jade de Camp.
- Jennifer Rope es Blue.
- Jeffrey Combs es Lt. Dan Margolies
- Andrew Divoff es M (Mefistófeles).[2]

## Banda Sonora
La banda sonara fue recopilada y lanzada por Roadrunner Records y tuvo temas destacados de Groove metal, nu metal, Metal Industrial.  La canción utilizada como tema de la película fue “Take my Scars” de Machine Head´s.
- “Take my scars”  - Machine Head
- “Lady Bird” - Baby Fox
- “Def Beat extra3 - Junkie XL”
- “Remanufacture” - Fear Factory
- “For fuck´s Sake” - Nailbomb
- “Bleed” (Ft. Fred Durst y Rhys Fulber) - Soulfly
- “The Blood, the sweat, the Tears”  - Machine Head
- “Breed Apart” - Sepultura
- “Loco” - Coal Chamber
- “Replica” Fear Factory
- “Asthmatic” Spineshank
- “Timelessness” - Fear Factory[3]

## Estreno
El estreno de Fausto: El amor de los condenados fue el 12 de octubre de 2000 en el Festival de cine de Sitges y teatralmente fue estrenada a finales de octubre de 2000.

## Acogida
All movie´s se refirió a la película como “ Revise su cerebro en la puerta y cómase un dulce ojo espeluznante” . Jonathan Holland describió la película como “ Entretenida voyerísticamente hablando, cursi, cruda y excesiva”.  Gareth Jones le dio 2 de 5 estrellas y se refirió a ella como “Absoluta basura” . Bloody Disgusting le dio 4 de 5 estrellas y dijo que era mucho más de lo que se esperaba aunque tenía ciertos puntos cursis. Patrick Naugle se refirió a ella como “Bajo presupuesto para el terror”.

## Premios y reconocimientos
Nominación a mejor efectos visuales en el Festival de Sitges.